# Collegio di North West Leicestershire
North West Leicestershire è un collegio elettorale inglese situato nel Leicestershire, nelle Midlands Orientali, rappresentato alla Camera dei comuni del Parlamento del Regno Unito. Elegge un membro del parlamento con il sistema first-past-the-post, ossia maggioritario a turno unico; l'attuale parlamentare è Amanda Hack del Partito Laburista, che rappresenta il collegio dal 2024.

## Estensione

North West Leicestershire dal 2010 al 2024

- 1983-1997: il distretto di North West Leicestershire e i ward del distretto di Charnwood di Shepshed East e Shepshed West.
- 1997-2024: il distretto di North West Leicestershire.
- dal 2024: i ward del distretto di North West Leicestershire di Ashby Castle; Ashby Holywell; Ashby Ivanhoe; Ashby Money Hill; Ashby Willesley; Ashby Woulds; Bardon; Blackfordby; Broom Leys; Castle Donington Castle; Castle Donington Central; Castle Donington Park; Castle Rock; Coalville East; Coalville West; Daleacre Hill; Ellistown and Battleflat; Greenhill; Hermitage; Holly Hayes; Hugglescote St. John’s; Hugglescote St. Mary’s; Ibstock East; Ibstock West; Kegworth; Long Whatton and Diseworth; Measham North; Measham South; Ravenstone and Packington; Sence Valley; Snibston North; Snibston South; Thornborough; Thringstone; Valley e Worthington and Breedon.[1]

North West Leicestershire fu creato nel 1983 da parti del collegio di Bosworth a sud e da Loughborough ad est.

## Membri del parlamento
| Elezione | Elezione | Deputato       | Partito      |
| -------- | -------- | -------------- | ------------ |
|          | 1983     | David Ashby    | Conservatore |
|          | 1997     | David Taylor   | Laburista    |
|          | 2010     | Andrew Bridgen | Conservatore |
|          | Gen 2023 | Andrew Bridgen | Indipendente |
|          | Mag 2023 | Andrew Bridgen | Reclaim      |
|          | Dic 2023 | Andrew Bridgen | Indipendente |
|          | 2024     | Amanda Hack    | Laburista    |

## Elezioni

### Elezioni negli anni 2020
| Partito                    | Partito                                           | Candidato                  | Risultati 4 luglio 2024 | Risultati 4 luglio 2024 |
| Partito                    | Partito                                           | Candidato                  | Voti                    | %                       |
| -------------------------- | ------------------------------------------------- | -------------------------- | ----------------------- | ----------------------- |
|                            | Laburista                                         | Amanda Hack                | 16 871                  | 34,74                   |
|                            | Conservatore                                      | Craig Smith                | 15 859                  | 32,66                   |
|                            | Reform UK                                         | Noel Matthews              | 9 678                   | 19,93                   |
|                            | Verdi                                             | Carl Benfield              | 2 831                   | 5,83                    |
|                            | Lib Dem                                           | Alice Delemare             | 1 629                   | 3,35                    |
|                            | Indipendente                                      | Andrew Bridgen             | 1 559                   | 3,21                    |
|                            | Indipendente                                      | Siobhan Dillon             | 136                     | 0,28                    |
|                            |                                                   |                            |                         |                         |
| Iscritti                   | Iscritti                                          | Iscritti                   | 77 757                  | 100,00                  |
| ↳ Votanti (% su iscritti)  | ↳ Votanti (% su iscritti)                         | ↳ Votanti (% su iscritti)  | 48 572                  | 62,47                   |
| ↳ Astenuti (% su iscritti) | ↳ Astenuti (% su iscritti)                        | ↳ Astenuti (% su iscritti) | 29 185                  | 37,53                   |
|                            |                                                   |                            |                         |                         |
|                            | Esito: collegio passa da Conservatore a Laburista |                            |                         |                         |

### Elezioni negli anni 2010
| Partito                    | Partito                                   | Candidato                  | Risultati 12 dicembre 2019 | Risultati 12 dicembre 2019 |
| Partito                    | Partito                                   | Candidato                  | Voti                       | %                          |
| -------------------------- | ----------------------------------------- | -------------------------- | -------------------------- | -------------------------- |
|                            | Conservatore                              | Andrew Bridgen             | 33 811                     | 62,82                      |
|                            | Laburista                                 | Terri Eynon                | 13 411                     | 24,92                      |
|                            | Lib Dem                                   | Grahame Hudson             | 3 614                      | 6,71                       |
|                            | Verdi                                     | Carl Benfield              | 2 478                      | 4,60                       |
|                            | Indipendente                              | Edward Nudd                | 367                        | 0,68                       |
|                            | Libertariano                              | Dan Liddicott              | 140                        | 0,26                       |
|                            |                                           |                            |                            |                            |
| Iscritti                   | Iscritti                                  | Iscritti                   | 78 935                     | 100,00                     |
| ↳ Votanti (% su iscritti)  | ↳ Votanti (% su iscritti)                 | ↳ Votanti (% su iscritti)  | 53 821                     | 68,18                      |
| ↳ Astenuti (% su iscritti) | ↳ Astenuti (% su iscritti)                | ↳ Astenuti (% su iscritti) | 25 114                     | 31,82                      |
|                            |                                           |                            |                            |                            |
|                            | Esito: collegio confermato a Conservatore |                            |                            |                            |

| Partito                    | Partito                                   | Candidato                  | Risultati 8 giugno 2017 | Risultati 8 giugno 2017 |
| Partito                    | Partito                                   | Candidato                  | Voti                    | %                       |
| -------------------------- | ----------------------------------------- | -------------------------- | ----------------------- | ----------------------- |
|                            | Conservatore                              | Andrew Bridgen             | 31 153                  | 58,19                   |
|                            | Laburista                                 | Sean Sheahan               | 17 867                  | 33,37                   |
|                            | Lib Dem                                   | Michael Wyatt              | 3 420                   | 6,39                    |
|                            | Verdi                                     | Mia Woolley                | 1 101                   | 2,06                    |
|                            |                                           |                            |                         |                         |
| Iscritti                   | Iscritti                                  | Iscritti                   | 75 409                  | 100,00                  |
| ↳ Votanti (% su iscritti)  | ↳ Votanti (% su iscritti)                 | ↳ Votanti (% su iscritti)  | 53 541                  | 71,00                   |
| ↳ Astenuti (% su iscritti) | ↳ Astenuti (% su iscritti)                | ↳ Astenuti (% su iscritti) | 21 868                  | 29,00                   |
|                            |                                           |                            |                         |                         |
|                            | Esito: collegio confermato a Conservatore |                            |                         |                         |

| Partito                    | Partito                                   | Candidato                  | Risultati 7 maggio 2015 | Risultati 7 maggio 2015 |
| Partito                    | Partito                                   | Candidato                  | Voti                    | %                       |
| -------------------------- | ----------------------------------------- | -------------------------- | ----------------------- | ----------------------- |
|                            | Conservatore                              | Andrew Bridgen             | 25 505                  | 49,48                   |
|                            | Laburista                                 | Jamie McMahon              | 14 132                  | 27,42                   |
|                            | UKIP                                      | Andy McWilliam             | 8 704                   | 16,89                   |
|                            | Lib Dem                                   | Mark Argent                | 2 033                   | 3,94                    |
|                            | Verdi                                     | Benjamin Gravestock        | 1 174                   | 2,28                    |
|                            |                                           |                            |                         |                         |
| Iscritti                   | Iscritti                                  | Iscritti                   | 72 196                  | 100,00                  |
| ↳ Votanti (% su iscritti)  | ↳ Votanti (% su iscritti)                 | ↳ Votanti (% su iscritti)  | 51 548                  | 71,40                   |
| ↳ Astenuti (% su iscritti) | ↳ Astenuti (% su iscritti)                | ↳ Astenuti (% su iscritti) | 20 648                  | 28,60                   |
|                            |                                           |                            |                         |                         |
|                            | Esito: collegio confermato a Conservatore |                            |                         |                         |

| Partito                    | Partito                                           | Candidato                  | Risultati 6 maggio 2010 | Risultati 6 maggio 2010 |
| Partito                    | Partito                                           | Candidato                  | Voti                    | %                       |
| -------------------------- | ------------------------------------------------- | -------------------------- | ----------------------- | ----------------------- |
|                            | Conservatore                                      | Andrew Bridgen             | 23 147                  | 44,55                   |
|                            | Laburista                                         | Ross Willmott              | 15 636                  | 30,10                   |
|                            | Lib Dem                                           | Paul Reynolds              | 8 639                   | 16,63                   |
|                            | BNP                                               | Ian Meller                 | 3 396                   | 6,54                    |
|                            | UKIP                                              | Martin Green               | 1 134                   | 2,18                    |
|                            |                                                   |                            |                         |                         |
| Iscritti                   | Iscritti                                          | Iscritti                   | 71 264                  | 100,00                  |
| ↳ Votanti (% su iscritti)  | ↳ Votanti (% su iscritti)                         | ↳ Votanti (% su iscritti)  | 51 952                  | 72,90                   |
| ↳ Astenuti (% su iscritti) | ↳ Astenuti (% su iscritti)                        | ↳ Astenuti (% su iscritti) | 19 312                  | 27,10                   |
|                            |                                                   |                            |                         |                         |
|                            | Esito: collegio passa da Laburista a Conservatore |                            |                         |                         |

### Elezioni negli anni 2000
| Partito                    | Partito                                      | Candidato                  | Risultati 5 maggio 2005 | Risultati 5 maggio 2005 |
| Partito                    | Partito                                      | Candidato                  | Voti                    | %                       |
| -------------------------- | -------------------------------------------- | -------------------------- | ----------------------- | ----------------------- |
|                            | Laburista Co-Op                              | David Taylor               | 21 449                  | 45,50                   |
|                            | Conservatore                                 | Nicola Le Page             | 16 972                  | 36,00                   |
|                            | Lib Dem                                      | Roderick Keys              | 5 682                   | 12,05                   |
|                            | UKIP                                         | John Blunt                 | 1 563                   | 3,32                    |
|                            | BNP                                          | Clive Potter               | 1 474                   | 3,13                    |
|                            |                                              |                            |                         |                         |
| Iscritti                   | Iscritti                                     | Iscritti                   | 70 568                  | 100,00                  |
| ↳ Votanti (% su iscritti)  | ↳ Votanti (% su iscritti)                    | ↳ Votanti (% su iscritti)  | 47 140                  | 66,80                   |
| ↳ Astenuti (% su iscritti) | ↳ Astenuti (% su iscritti)                   | ↳ Astenuti (% su iscritti) | 23 428                  | 33,20                   |
|                            |                                              |                            |                         |                         |
|                            | Esito: collegio confermato a Laburista Co-Op |                            |                         |                         |

| Partito                    | Partito                                      | Candidato                  | Risultati 7 giugno 2001 | Risultati 7 giugno 2001 |
| Partito                    | Partito                                      | Candidato                  | Voti                    | %                       |
| -------------------------- | -------------------------------------------- | -------------------------- | ----------------------- | ----------------------- |
|                            | Laburista Co-Op                              | David Taylor               | 23 431                  | 52,06                   |
|                            | Conservatore                                 | Nick Weston                | 15 274                  | 33,94                   |
|                            | Lib Dem                                      | Charlie Fraser-Fleming     | 4 651                   | 10,33                   |
|                            | UKIP                                         | William Nattrass           | 1 021                   | 2,27                    |
|                            | Indipendente                                 | Robert Nettleton           | 632                     | 1,40                    |
|                            |                                              |                            |                         |                         |
| Iscritti                   | Iscritti                                     | Iscritti                   | 68 402                  | 100,00                  |
| ↳ Votanti (% su iscritti)  | ↳ Votanti (% su iscritti)                    | ↳ Votanti (% su iscritti)  | 45 009                  | 65,80                   |
| ↳ Astenuti (% su iscritti) | ↳ Astenuti (% su iscritti)                   | ↳ Astenuti (% su iscritti) | 23 393                  | 34,20                   |
|                            |                                              |                            |                         |                         |
|                            | Esito: collegio confermato a Laburista Co-Op |                            |                         |                         |

## Risultati dei referendum

### Referendum sulla permanenza del Regno Unito nell'Unione europea del 2016
|             | Collegio                  | Lasciare UE % | Rimanere in UE % |
| ----------- | ------------------------- | ------------- | ---------------- |
|             | North West Leicestershire | 60,7%         | 39,3%            |
| Inghilterra | 53,3%                     | 46,7%         |                  |
| Regno Unito | 51,9%                     | 48,1%         |                  |